# Descolea
Descolea Singer – rodzaj grzybów z rodziny gnojankowatych (Bolbitiaceae).

## Systematyka i nazewnictwo
Pozycja w klasyfikacji według Index Fungorum
Bolbitiaceae, Agaricales, Agaricomycetidae, Agaricomycetes, Agaricomycotina, Basidiomycota, Fungi.
Synonimy
Descomyces Bougher & Castellano 1993, Hymenangium Klotzsch 1839, Hypogaea E. Horak 1964, Pseudodescolea Raithelh. 1980.
Gatunki występujące w Polsce
- Descolea alba (Klotzsch) Kuhar, Nouhra & M.E. Sm. 2017 – tzw. podziemniczek białawy

Nazwy naukowe na podstawie Index Fungorum. Nazwa polska według W. Wojewody.